# أليس من شامبانيا
أليس من شامبانيا (بالفرنسية: Alix de Champagne-Jérusalem) (1193 - 1246) كانت ملكة قبرص القرينة بزواجها من هيو الأول، وهي الابنة الكبرى لـ إيزابيلا الأولى ملكة بيت المقدس وزوجها الثاني هنري الثاني، كونت شامبانيا، وبعد وفاة زوجها أصبحت الوصية على ابنها هنري الأول بين عامي 1218 حتى 1223، وأيضا ادعت حقها على أراضي والدها في فرنسا من شامبانيا وبيري ضد أبن عمها ثيوبالد الرابع، ومع ذلك ملوك فرنسا لم يعترفوا أبداً بادعائها، وفي نهاية المطاف اشترى ثيوبالد حقها بمبالغ كبيرة.
بعد نزاعها مع فيليب الإيبليني حاكم قبرص في 1223 غادرت الجزيرة وتزوجت من بوهيموند وريث أمير أنطاكية وكونت طرابلس ولكن تم إلغاء الزواج بسبب القرابة، ثم حكمت كـ وصية على الرضيع كونراد (ابن إيزابيلا الثانية وفريدريك الثاني، إمبراطور روماني مقدس) أثناء غيابه عن المملكة في 1229 ولكن المجلس المملكة رفض ادعائها وعندما بلغ سن الرشد تنازلت عن الوصاية في 1232 وذهبت إلى فرنسا بمطالب بالأملاك والدها ومع تنازلت عن حقها لاحقا ورجعت إلى الأراضي المقدسة.
في 1240 تزوجت من راؤول دي نيسل الذي كان يصغرها بكثير، وأخيراً اعترف مجلس المملكة بها كـ الوصية على كونراد أثناء غيابه عن مملكة في عام 1243 ومع ذلك كانت سلطتها أسمية حتى وفاتها في 1246.